# Seattle Storm 2023
La stagione 2023 delle Seattle Storm fu la 24ª nella WNBA per la franchigia.
Le Seattle Storm arrivarono quinte nella Western Conference con un record di 11-29, non qualificandosi per i play-off.

## Roster
| N° | Naz.                   | Ruolo | Sportivo         | Anno | Alt. | Peso |
| -- | ---------------------- | ----- | ---------------- | ---- | ---- | ---- |
| 0  | Canada (bandiera)      | G     | Kia Nurse        | 1996 | 183  | 76   |
| 3  | Stati Uniti (bandiera) | GA    | Kaila Charles    | 1998 | 185  | 76   |
| 5  | Stati Uniti (bandiera) | A     | Gabby Williams   | 1996 | 180  | 78   |
| 6  | Australia (bandiera)   | G     | Jade Melbourne   | 2002 | 178  | 66   |
| 8  | Stati Uniti (bandiera) | A     | Joyner Holmes    | 1998 | 191  | 95   |
| 11 | Porto Rico (bandiera)  | G     | Arella Guirantes | 1997 | 180  | 79   |
| 12 | Camerun (bandiera)     | C     | Dulcy Fankam     | 1999 | 193  | 92   |
| 13 | Australia (bandiera)   | A     | Ezi Magbegor     | 1999 | 193  | 80   |
| 18 | Croazia (bandiera)     | G     | Ivana Dojkić     | 1997 | 180  | 70   |
| 21 | Stati Uniti (bandiera) | C     | Mercedes Russell | 1995 | 198  | 88   |
| 22 | Stati Uniti (bandiera) | G     | Yvonne Turner    | 1987 | 178  | 59   |
| 23 | Stati Uniti (bandiera) | GA    | Jordan Horston   | 2001 | 188  | 77   |
| 24 | Stati Uniti (bandiera) | G     | Jewell Loyd      | 1993 | 178  | 67   |
| 32 | Australia (bandiera)   | G     | Sami Whitcomb    | 1988 | 178  | 66   |

## Staff tecnico
- Allenatore: Noelle Quinn
- Vice-allenatori: Pokey Chatman, Ebony Hoffman, Perry Huang
- Preparatore atletico: Brittanie Vaughn